# Donny Anderson
Garry Don Anderson, soprannominato Donny (Borger, 16 maggio 1943) è un ex giocatore di football americano statunitense che ha giocato nel ruolo di running back nella National Football League (NFL). Fu scelto nel corso del primo giro (7º assoluto) del Draft NFL 1965 dai Green Bay Packers. Al college ha giocato a football alla Texas Tech University.

## Carriera professionistica
Anderson fu scelto nel primo giro del Draft 1965 dai Green Bay Packers come settimo assoluto in un draft che incluse futuri Hall of Famers come Dick Butkus, Gale Sayers, Joe Namath e Fred Biletnikoff.
Anderson iniziò la sua carriera da professionista nel 1966, indossando la maglia numero 44 dei Packers. Con quella squadra vinse i primi due Super Bowl della storia nel 1967 e nel 1968.
Il 22 febbraio 1972, i Green Bay Packers scambiarono Anderson con i St. Louis Cardinals per l'ex Pro Bowler, MacArthur Lane, e con essi rimase per le ultime tre stagioni della carriera fino al 1974.

## Palmarès
- (2) Vincitore del Super Bowl, (II, II)
- (1) Pro Bowl
- Packers Hall of Fame
- College Football Hall of Fame

## Statistiche
| Partite totali         | 126   |
| Yard corse             | 4.696 |
| Touchdown su corsa     | 41    |
| Touchdown su ricezione | 14    |